# آبگزکاری
آبگزکاری یکی از کارهای زیباسازی در شیشه‌گری است. برای انجام آبگزکاری از تغییر حرارت ناگهانی بر روی شیشه کمک می‌گیرند و از خاصیت ترک‌خوردگی شیشه بر اثر تغییرات ناگهانی دمای آن استفاده می‌کنند.

## شیوه کار
درآبگزکاری ابتدا شیشه را به شکل مورد نظر درمی‌آورند و برای شکل‌گیری نهایی داخل کوره می‌گذارند تا بافت آن شکل بگیرد، سپس بلافاصله بعد از بیرون آوردن از کوره و پیش از سرد شدن، ظرف شیشه‌ای مورد نظر را داخل آب سرد قرار می‌دهند. به‌دلیل تغییر ناگهانی حرارت شیشه شوکی در ظرف شیشه‌ای به‌وجود می‌آید و ترک‌های ریزی در قسمت بیرونی آن ایجاد می‌شود. ولی این ترک‌ها به داخل شیشه نمی‌رسد، چون این سرما هنوز به داخل شیشه نفوذ نکرده است. برای پیشگیری از انتقال سرما به داخل شیشه آن را دوباره به داخل کوره می‌برند تا بافت آن شکل بگیرد و محکم گردد.